# Donald Rafael Garrett
Donald Rafael Garrett, detto Don (El Dorado, 28 febbraio 1932 – Chicago, 14 agosto 1989), è stato un polistrumentista statunitense di jazz.
Sebbene abbia lavorato con un gran numero di musicisti in tutto il mondo, è spesso ricordato unicamente per la sua collaborazione con John Coltrane.
Costantemente al di fuori di formule predeterminate, Garrett è stato un musicista a cui è difficile attribuire etichette, comparendo spesso in contesti e situazioni inaspettati. Studioso delle tradizioni strumentali dei vari paesi che ha visitato, è sempre stato alla ricerca di nuove sonorità attraverso la pratica delle tecniche meno ortodosse, in piena libertà.

## Biografia
Figlio di Fletcher Sé Garrett e di Luella Hicks Sé, entrambi originari del Mississippi, ancora bambino segue la sua famiglia quando questa si trasferisce da El Dorado a Chicago. Lì frequenta la DuSable High School, famosa per i suoi programmi musicali, ove studia clarinetto e poi anche contrabbasso sotto la guida del Capitano Walter Dyett, insegnante di tanti grandi musicisti di Chicago.
Dopo aver avuto Sonny Rollins come mentore per un paio d'anni, tra la fine degli anni cinquanta e i primi anni sessanta collabora con Muhal Richard Abrams anche in qualità di membro della sua Experimental Band. Negli stessi anni, sempre a Chicago, ha modo di esibirsi e registrare anche musicisti come Sun Ra, Johnny Griffin, Roland Kirk, Ira Sullivan, Dewey Redman, Eddie Harris, John Gilmore, John Coltrane.
A metà degli anni sessanta Garrett si reca sulla Costa occidentale in tournée con John Coltrane. Nel 1964 si stabilisce a San Francisco ove, assieme al polistrumentista di ance Gerald Oshita ed al batterista Oliver Johnson fonda un gruppo denominato Sound Circus nell'ambito del quale organizza concerti, insegna musica e fabbrica strumenti musicali, in particolare flauti ispirati agli Shakuhachi giapponesi. L'anno successivo si trasferisce a Los Angeles e lì, assieme a Pharoah Sanders, Dewey Redman e Monty Waters, forma una big band. Rimasto a lavorare sulla Costa occidentale fino agli anni settanta, oltre a collaborare con personaggi come Archie Shepp, Sonny Rollins, Pharoah Sanders e molti altri, tra giugno ed ottobre del 1965 partecipa ad alcune sedute di incisione con Coltrane pubblicate negli anni successivi dalla Impulse! Records negli album Kulu Sé Mama, Om, Selflessness: Featuring My Favorite Things e Live In Seattle.
Nel 1971, a San Francisco, conosce e sposa la polistrumentista Zusaan Kali Fasteau, pianista, flautista e violoncellista, con la quale rimarrà coniugato fino al 1977. I due costituiscono anche un sodalizio artistico denominato Sea Ensemble del quale, per circa un anno, faranno parte anche Glenn Spearman e Jay Oliver. Nel 1972 i due iniziano a viaggiare per il mondo esibendosi in Senegal, Congo, Marocco, Haiti, Francia, Paesi Bassi, Turchia, Italia, Grecia, Svizzera, Germania, Belgio, Jugoslavia, India, America, a volte in tournée con Archie Shepp, spesso autofinanziandosi con l'abilità di Garrett per costruire flauti di bamboo e con le lezioni di shakuhachi della moglie Zusaan.
Nel 1976 la coppia si sposta dalla Turchia all'Italia. Il Piccolo Teatro di Pontedera chiese allora a Garrett e alla moglie Zusaan Kali Fasteau di animare un seminario sull'improvvisazione musicale: lo stage aveva anche una sezione dedicata alla costruzione di strumenti a fiato ney, shakuhachi, kena e launeddas.
Successivamente alla fine del sodalizio sentimentale e professionale con la moglie Zusaan, Garrett soggiorna ancora per alcuni anni in Italia stabilendosi a Pisa fino al suo definitivo rientro in patria, nella seconda metà degli anni ottanta. Muore a Chicago nell'agosto 1989.
Nel corso della sua carriera musicale Garrett ha inoltre suonato e registrato anche con Noah Howard, Gene Ammons, Sonny Simmons, Bobby Hutcherson, Roy Haynes, Shirley Scott, Sonny Stitt, Joe Henderson, Beaver Harris, Clifford Jordan, Frank Wright, Mwata Bowden, Billy Bang, Frank Lowe, Joseph Jarman, Jean-Luc Ponty, Butch Morris, John Handy, Letta Mbulu, Eddie Moore, Douglas Ewart, Craig Harris.

## Discografia essenziale
- 1960 – Introducing Roland Kirk (Argo Records)
- 1960 – Blues Holiday (Vee-Jay Records)
- 1961 – Jazz for "Breakfast at Tiffany's" (Vee-Jay Records)
- 1962 – The Lost Album Plus The Better Half (Vee-Jay Records)
- 1962 – Bird Lives! (Vee-Jay Records)
- 1962 – A Study in Jazz (Vee-Jay Records)
- 1966 – Kulu Sé Mama (Impulse! Records)
- 1966 – Live In San Francisco (Impulse! Records)
- 1966 – Look for the Black Star (Freedom Records)
- 1968 – Om (Impulse! Records)
- 1969 – Selflessness: Featuring My Favorite Things (Impulse! Records)
- 1969 – Smiley Etc. (Arhoolie Records)
- 1971 – Live In Seattle (Impulse! Records)
- 1974 – We Move Together (ESP-Disk)
- 1975 – Memoirs of A Dream (Flying Note)
- 1977 – After Nature (Red Records)
- 1977 – Manzara (Red Records)
- 1981 – Earth Passage – Density (Black Saint/Soul Note)
- 1983 – The Jazz Doctors: Intensive Care (Cadillac Records/Cadillac Music)
- 1985 – Sacred Love (Sound Aspects Records)
- 1988 – The Best Of Chess Jazz (Chess Records)